# Seznam španělských vládců a představitelů
Toto je seznam hlav států (králů, hrabat, caudillov, prezidentů a podobně) na území Španělska od 5. století.

## Období 409–711

### Vandalští králové
Germánský kmen Vandalů vtrhl roku 409 do Hispánie (oblast Římské říše), a dočasně se tam usídlil, ale již roku 429 se přesunuli do severní Afriky:
- Gunderich (409–428)
- Genserich (428–429)

### Svébští králové na severozápadě Pyrenejského poloostrova (Galicie)
Viz: Seznam svébskych králů v Galicii.
Roku 410 Hermerich podepsal s Římem foedus, kterým bylo Svébům dovoleno usadit se na Pyrenejském poloostrově. Roku 585 Svéby dobyli sousední Vizigóti.

### Vizigótští králové
Viz: Seznam vizigótských králů od roku 410.
Vlastní rozšíření Vizigótů do Hispánie z Galie začalo v druhé polovině 5. století pod vedením Euricha a za dvacet let převzali téměř celý Pyrenejský poloostrov (až na severozápad, kde byla tehdejší Svébska říše).
Po roce 507 se ale museli z Galie stáhnout pouze na území vlastní Hispánie. V 40. a 50. letech 6. století ovládla jihovýchodní pobřeží Hispánie Byzantské říše (554). V druhé polovině 6. století se Vizigótům podařilo dobýt Svébskou říši a nas počátku 7. století také byzantské enklávy na pobřeží Hispánie, tím ovládli celý poloostrov, včetně dnešního Portugalska.
Roku 711 vizigótská říše zanikla v důsledku arabských útoků z jihu. Pouze na samém severu Španělska, v pozdější Asturii, se udržela izolovaná území s vizigótskou šlechtou v čele, tyto se staly zárodky budoucích křesťanských království ve středověku.

### Byzantské území na jihu
Viz:Seznam panovníků Byzantské říše od roku 554 
Od roku 554 do počátku 7. století (na ostrovech a později) dominuje pobřežním oblastem na jihu Byzantská říše.

## Období let 711–1516

### Vládci Al-Andalusa
Viz:Seznam vládců Al-Andalusa
Al-Andalusa je označení muslimského území na Pyrenejském poloostrově v letech 711–1492 (zejména od 756 Córdobský emirát, později Córdobský kalifát). 1492 byli muslimové ze Španělska definitivně vytlačeni (konec tzv. reconquisty).

### Králové Asturie
Viz: Seznam králů Asturie
Asturske království (v podstatě prazáklad dnešního Španělska) vzniklo, když se Vizigótu Pelayovi podařilo v letech 718–722 dobýt malé území v dnešních asturských horách zpět od muslimů. Tato oblast jak se postupně rozrůstala, v 10. století (po dočasném rozdělení) dala vzniknout Leónskému království. Asturští králové se považují za nástupce vizigótských králů v Hispánii.

### Králové Leónu
Viz: Seznam králové Leónu
Leónske království vznbiklo rozdělením Asturie mezi tři syny Alfonsa III. (866–910). Garcia obdržel León, Ordoño II. Galicii a Fruela II. Asturii.

#### Králové Galicie
Viz: Seznam králů Galicie
V Galicii chvíli vládli formální králové „samostatné“ Galicie, která však „de facto“ patří pod Leónske království, jehož se později také stala součástí. Pokusy o obnovu samostatnosti se sice později objevily, ale nebyly úspěšné.

### Králové a hrabata Kastílie
Viz: Seznam vládců Kastílie
Kastilské hrabství vzniklo v 9. století jako vazalský útvar Leónskeho království, od kterého získalo nezávislost roku 930.

### Králové Pamplony a Navarry
Viz Seznam králů Navarry
Pamplonské (od 11. století jako Navarrské) království bylo založeno někdy kolem roku 824. Roku 1512 byla jižní část Navarrského království připojena ke Španělsku, zatímco část severní existovala až do roku 1620, kdy byla připojena k Francii.

### Králové a hrabata Aragonie
Viz: Seznam vládců Aragonu
Na území dnešní Aragonie bylo založeno na počátku 9. století v rámci reconquisty Aragonské hrabství, které bylo součástí francké Hispánské marky. V letech 925 až 1035 byl součástí Navarrského království, od roku 1035 samostatné království. Roku 1162 bylo k němu připojeno Katalánsko (přesněji řečeno Barcelonské hrabství), a od té doby lze používat pojem Země aragonské koruny. To obsahovalo samotné Aragonske království (vlastní Aragonu) a přidružené okolní země. Od roku 1516, nástupem Karla I. po Ferdinandovi Aragonském (1506–1516), bylo království oficiálně spojeno s Kastíli a toto datum je obecně bráno jako vznik Španělska.

#### Hrabata Barcelony (Katalánsko)
Viz: Seznam barcelonských hrabat
Katalánsko bylo založeno na počátku 9. století v rámci „reconquisty“ jako Barcelonské hrabství, součást francké Hispánské marky. Od roku 985 se stalo samostatným hrabstvím, od roku 1162 část Aragonie.

#### Králové Valencie
Viz: Seznam králů z Valencie
Valencijské království vzniklo v rámci Aragonského království v roce 1238. Formálně zaniklo v roce 1700.

#### Králové Mallorky
Viz: Seznam králů Mallorky
Malorské království (na Baleárských ostrovech) vzniklo v rámci Aragonského království v roce 1231. Formálně zaniklo kolem roku 1404.